# 史恭
史恭（?—?），鲁国（治今山东曲阜）人，西汉政治人物，官拜凉州刺史。

## 生平
他的父亲名不祥，母亲贞君（在女儿史良娣死后，曾经抚养外曾孙刘病已）。史恭的妹妹即史良娣，嫁给汉武帝戾太子刘据。史良娣为刘据生下悼皇考刘进，刘进生刘病已。武帝末年巫蛊之乱，太子刘据、史良娣与刘进都在乱中被害。刘病已小时候依托于史家，由史恭和史恭的母亲贞君抚养。刘病已即位为汉宣帝後，史恭已经故去，史恭三子史高、史曾、史玄都受封为列侯。史高封乐陵侯，史曾封将陵侯，史玄封平台侯。

## 亲属
- 父亲：史□
- 母亲：贞君
- 妹妹：史□
- 妻子：□氏
- 长子：史高，儿媳：□氏
- 次子：史曾，儿媳：□氏
- 三子：史玄，儿媳：□氏